# US-Heeresgarnison Italien
Die US-Heeresgarnison Italien (englisch United States Army Garrison Italy, Abkürzungen: USAG Italy) ist eine 2015 gegründete Garnison der U.S. Army, deren Hauptquartier in Vicenza ist. Die Untergarnison Vicenza bestand 2016 aus 450 Gebäuden und 4.000 Soldaten, Zivilangestellten und Familienangehörigen. Die gesamte  USAG Italy bestand 2021 aus 15.000 Personen. 

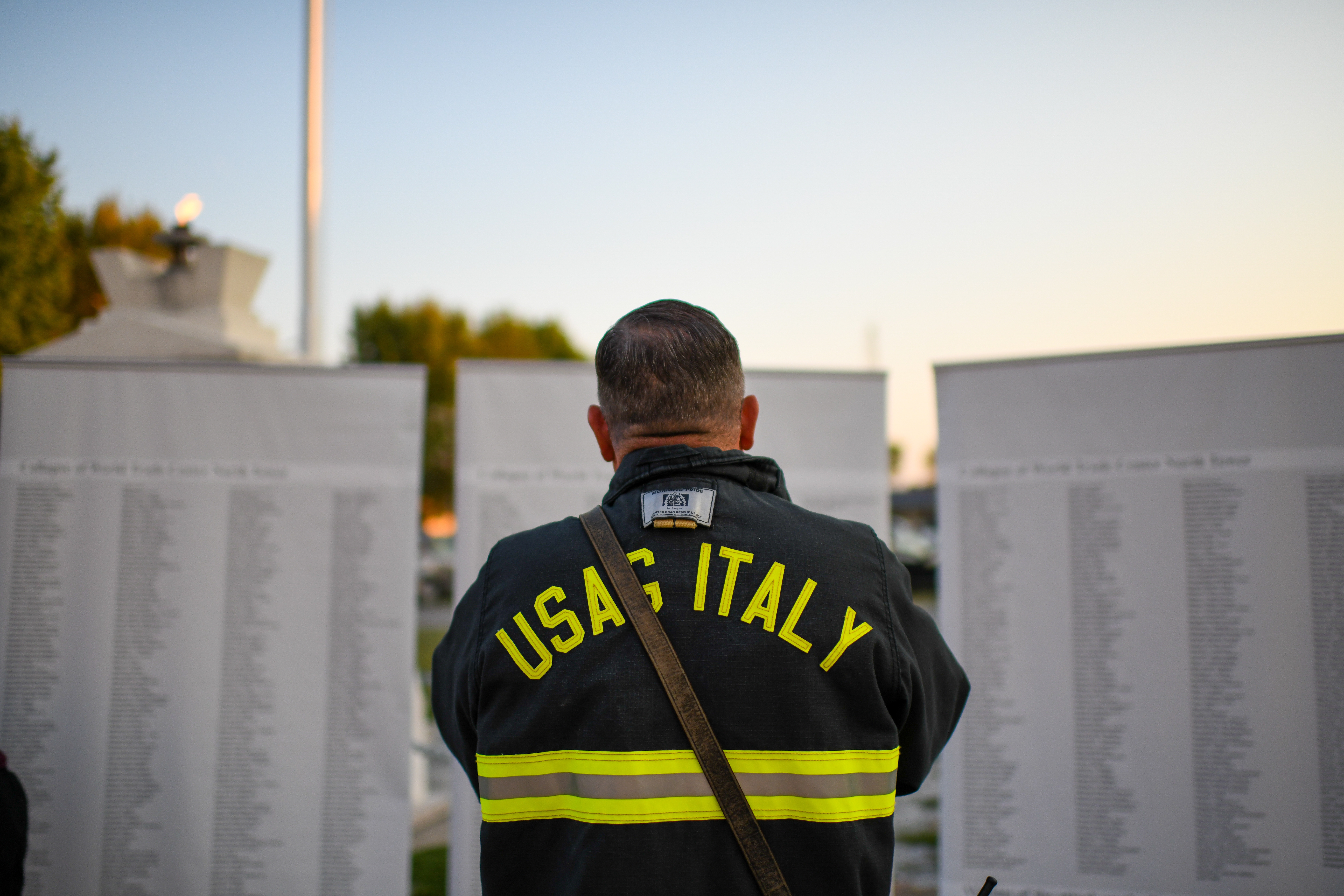
Ein Feuerwehrmann der U.S. Army Garrison Italy gedenkt der Menschen, die bei den Anschlägen vom 11. September 2001 ums Leben kamen.

## Standorte und Einrichtungen
Vicenza
- Caserma Carlo Ederle
- Caserma Renato Del Din
- Vicenza Basic Load Storage Area
- USAREUR Ammunition Supply Point (#7)
- U.S. Army Health Clinic Vicenza
- Dal Molin Airfield
- Vicenza Military Community
- Vicenza Family Housing

Longare
- Longare Communications Site
- PFC Sadao Spud Munemori USARC

Lerino
Logistics Readiness Center Italy
Torri di Quartesolo
USAG Italy MWR
Arcugnano
U.S. Army Intelligence and Security Command
Sankt Gotthard
- San Gottardo Signal Site

Solbiate Olana
- NATO Rapid Deployable Corps Solbiate Olana

Livorno
- Lustrissimi Barracks
- Valle Ugione MOUT Site
- Valle Ugione Training Area
- Darby Military Community
- Livorno Family Housing

Pisa
- Camp Darby
- Darby Military Community
- American Beach
- Tirrenia Recreation Site

Tombolo
- Leghorn Army Depot[5][6][7][4]

## Geschichte
USAG Italy geht auf das 22nd Quartermaster Regiment zurück, das im Mai 1936 gegründet und im April 1942 in 22nd Quartermaster Truck Regiment umbenannt wurde. Während des Zweiten Weltkriegs nahm das Regiment an drei Feldzügen in Italien teil.  Im Oktober 1945 wurde das 22nd Quartermaster Truck Regiment inaktiviert, aber im Oktober 1985 als 22nd Area Support Group reaktiviert. Im Oktober 2005 wurden alle Area Support Groups in Europa in United States Army Garrisons umbenannt; die 22nd Area Support Group wurde daraufhin zur United States Army Garrison Vicenza und am 3. Oktober 2015 offiziell in USAG Italy umbenannt. Die USAG Italy besteht aus zwei Gemeinden – der Darby Military Community (DMC) und der Vicenza Military Community (VMC).